# Middelhagen
Middelhagen es un municipio situado en el distrito de Pomerania Occidental-Rügen, en el estado federado de Mecklemburgo-Pomerania Occidental (Alemania), a una altitud de 5 metros. Su población a finales de 2016 era de 600 habs. y su densidad poblacional, 60 hab/km².
Se encuentra al extremo este de la isla de Rügen, en la península de Mönchgut, junto a la costa del mar Báltico.